# Джалил, Насрин
Насрин Джалил (англ. Nasreen Jalil; род. 22 февраля 1944, Лахор, Британская Индия) — пакистанский государственный и политический деятель. Действующий губернатор Синда. Является второй женщиной-губернатором в истории Пакистана после Рааны Лиакат Али Хан. Была выдвинута на эту должность после того, как Имрану Хану был вынесен вотум недоверия, а Шахбаз Шариф пришел к власти в апреле 2022 года. C 2012 по 2018 год была членом сената Пакистана от провинции Синд. Также работала заместителем назима Карачи.

## Ранние годы жизни
Родилась в Лахоре 22 февраля 1944 года, тогда входившем в состав Британской Индии. Её семья была родом из Соединённых провинций Агра и Ауд, а затем переехала в Карачи. Её отец Зафарул Ахсан был заместителем комиссара Лахора во времена Британской Индии в 1947 году, а позже работал офицером индийской государственной службы, а сестра — архитектор Ясмин Лари.

## Политическая карьера
В марте 1994 года была избрана в сенат Пакистана на шестилетний срок. Была членом постоянных комитетов сената Пакистана по торговле и иностранным делам, делам Кашмира и делам Севера, по здравоохранению, социальному обеспечению и специальному образованию, а также председателем функционального комитета по правам человека.
В январе 2006 года стала заместителем назима Карачи, во время церемонии приведения к присяге пообещала, что слаборазвитые районы города будут развиваться, а также будут защищены права женщин.
На выборах в сенат Пакистана 2 марта 2012 года Насрин Джалил была избрана сенатором от Синда. Являлась заместителем Координационного комитета Движения Муттахида Кауми. Работала председателем Постоянного комитета Сената по финансам, доходам, экономическим вопросам, статистике и приватизации.